# Neocoptodera
Neocoptodera is een geslacht van kevers uit de familie van de loopkevers (Carabidae). De wetenschappelijke naam van het geslacht is voor het eerst geldig gepubliceerd in 1949 door Jeannel.

## Soorten
Het geslacht Neocoptodera omvat de volgende soorten:
- Neocoptodera alluaudi (Jeannel, 1949)
- Neocoptodera championi (Murray, 1857)
- Neocoptodera crassicornis (Fairmaire, 1897)
- Neocoptodera crucifera (Dejean, 1831)
- Neocoptodera inermis (Alluaud, 1897)
- Neocoptodera notata (Boheman, 1848)
- Neocoptodera overlaeti (Burgeon, 1937)
- Neocoptodera rotundimaculata Facchini, 2011
- Neocoptodera similata (Hansen, 1968)
- Neocoptodera tetraspilota (Fairmaire, 1887)
- Neocoptodera tetrastigma (Fairmaire, 1901)
- Neocoptodera uelensis (Burgeon, 1937)